# میخایلوفسکی (استان ساراتوف)
میخایلوفسکی (انگلیسی: Mikhaylovsky, Saratov Oblast) یک شهرک در استان ساراتوف کشور روسیه است.